# Bujtor István
Bujtor István (született Frenreisz, Budapest, 1942. május 5. – Budapest, 2009. szeptember 25.) Balázs Béla-díjas magyar színész, filmrendező, forgatókönyvíró, producer. Édesanyja Gundel Katalin (1910–2010), Gundel Károly neves budapesti vendéglős legidősebb gyermeke. Féltestvére Latinovits Zoltán, anyjának első házasságából született gyermeke. Édesapja id. Frenreisz István belgyógyász, kardiológus volt, öccse Frenreisz Károly Kossuth-díjas rockzenész. Keleti Márton filmrendező tanácsára első filmszerepe idején apai dédanyja után a Bujtor nevet vette fel.
Első felesége Perényi Eszter hegedűművész, fia Bujtor Balázs hegedűművész (1975), lánya Bujtor Anna jogász, drámapedagógus (1979), második felesége Bujtor Judit volt.

## Élete
Három évig a budapesti Piarista Gimnáziumba járt, majd a József Attila Gimnáziumban érettségizett kitűnő eredménnyel, mégsem vették fel az orvosi egyetemre. Egy évig segédmunkás, pincér volt, majd a Marx Károly Közgazdaságtudományi Egyetem külkereskedelmi szakára iratkozott be, ahol többek között Medgyessy Péter későbbi miniszterelnök is évfolyamtársa volt. 1966-ban szerzett diplomát, de nem dolgozott azon a pályán. Már másodéves egyetemistaként szerepet kapott Máriássy Félix Karambol című filmjében.
Előbb a Győri Kisfaludy Színházhoz került, majd 1968-ban a fővárosi József Attila Színház kötött vele szerződést. 1971-től a Pécsi Nemzeti Színház, majd 1976-tól a budapesti Vígszínház tagja lett. 1978-ban került a Mafilmhez. 1989-től kilenc éven át a székesfehérvári Vörösmarty Színházhoz szerződött, majd 1993-tól a Mahir Film Kft. vezetője volt.
2007 végén öt évre megválasztották a Veszprémi Petőfi Színház igazgatójává, mellette Eperjes Károly lett a művészeti vezető.
Négy évtizedes pályafutása alatt volt Petrucchio (Shakespeare: A makrancos hölgy), Stanley Kowalski (Tennessee Williams: A vágy villamosa), Bromden, az indián (Ken Kesey: Száll a kakukk fészkére, illetve a Száll a kakukk fészkére film ugyanezen karakterének is ő volt a szinkronhangja), Lennie (Steinbeck: Egerek és emberek), s e darabok egy részét később meg is rendezte.
Filmekben is gyakran szerepelt: A kőszívű ember fiai (1965), Fiúk a térről (1967), Egri csillagok (1968), Szemüvegesek (1969), Az oroszlán ugrani készül (1969), Fekete gyémántok (1976). Ő kapta Sándor Mátyás szerepét a Verne-regényből készült koprodukciós tévésorozatban, majd egy másik Verne-figura, Striga, a rablóvezér szerepét játszotta A dunai hajósban. 1979-ben Balázs Béla-díjat kapott, majd még abban az évben a filmkritikusok díját is. 1996-ban megrendezte Rejtő Jenő művei alapján A három testőr Afrikában című filmvígjátékot.
1980-ban álmodta meg és játszotta el Ötvös Csöpi rendőrnyomozó alakját A Pogány Madonna című filmben. Ez a figura a műfajban magyar specialitás: e történetekben a háttérbe tolt, ám szakmailag nélkülözhetetlen Ötvös Csöpi küzd meg mindenre alkalmatlan, de folyton kitüntetett főnökével, Kardos doktorral (Kern András). Igazi közönségfilmek voltak ezek: itthon több mint egymillió nézőt vonzottak, és bemutatták őket Nyugat-Európa csaknem valamennyi televíziójában is. A krimisorozat második filmje a Csak semmi pánik volt. 1985-ben Az elvarázsolt dollár forgatására (a filmet rendezte is) már céget alapított, és szponzoroktól szerezte meg a szükséges pénzt. A sorozat negyedik darabja a Hamis a baba, majd a 2000-es évek elején készült Zsaruvér és csigavér című háromrészes sorozat.
Kránitz Lajos után legtöbbször ő kölcsönözte a hangját Bud Spencernek. Az alkati hasonlóság adta ehhez és a később általa készített magyar filmekhez az ötletet. Rómában, a Sándor Mátyás felvételei alkalmával személyesen is találkozott a „két Piedone”. A Bunyó karácsonyig (The Troublemakers, 1994) című filmben szinkronizálta utoljára Spencert. Az utolsó 15 évben már nem vállalta el ezt a feladatot.
Fiatalon élsportoló kosárlabdázó volt, már gimnazistaként az ifiválogatottban játszott és a BVSC NB I-es felnőttcsapatával országos bajnokságot is nyert, az egyetemen is folytatta; emellett teniszezett is. Életre szóló szenvedélye a vitorlázás volt, hatszoros magyar bajnok lett. Az 1990-es évektől művészi munkája során is inkább a stúdióvezetéssel foglalkozott, mert – mint mondta – jobban tetszik neki a csapatszervezés és a kormányosság – nem csak a vitorláson. Legnagyobb vitorlássikereit a Rabonbán kapitányaként érte el (ötszörös magyar bajnok lett). Saját hajójának neve Tamangó volt.
2009. július 31-én a Veszprém Megyei Kórházba kellett szállítani. A család által kiadott közlemények szerint a színészdirektort hosszú ideig mesterséges kómában tartották, de hogy miért került a kórházba, arról csak találgatások láttak napvilágot, és később sem fedték fel a pontos körülményeket. A veszprémi kórházból mentővel szállították át a budapesti Állami Egészségügyi Központba, 2009. szeptember 24-én, hogy ott folytassák rehabilitációját, egy nappal később azonban meghalt. A Központ igazgatójának 2009. szeptember 29-ei közlése szerint tüdőembólia, keringési és légzési elégtelenség okozták halálát. Özvegye később egy bulvárlapnak azt nyilatkozta, hogy Bujtor István halálát Candida fertőzés okozta, azt azonban azóta sem erősítették meg orvosok, hogy a fertőzés hogyan vezethetett a végzetes problémákhoz.
2009. október 1-jén temették el Balatonszemesen.

## Emlékezete

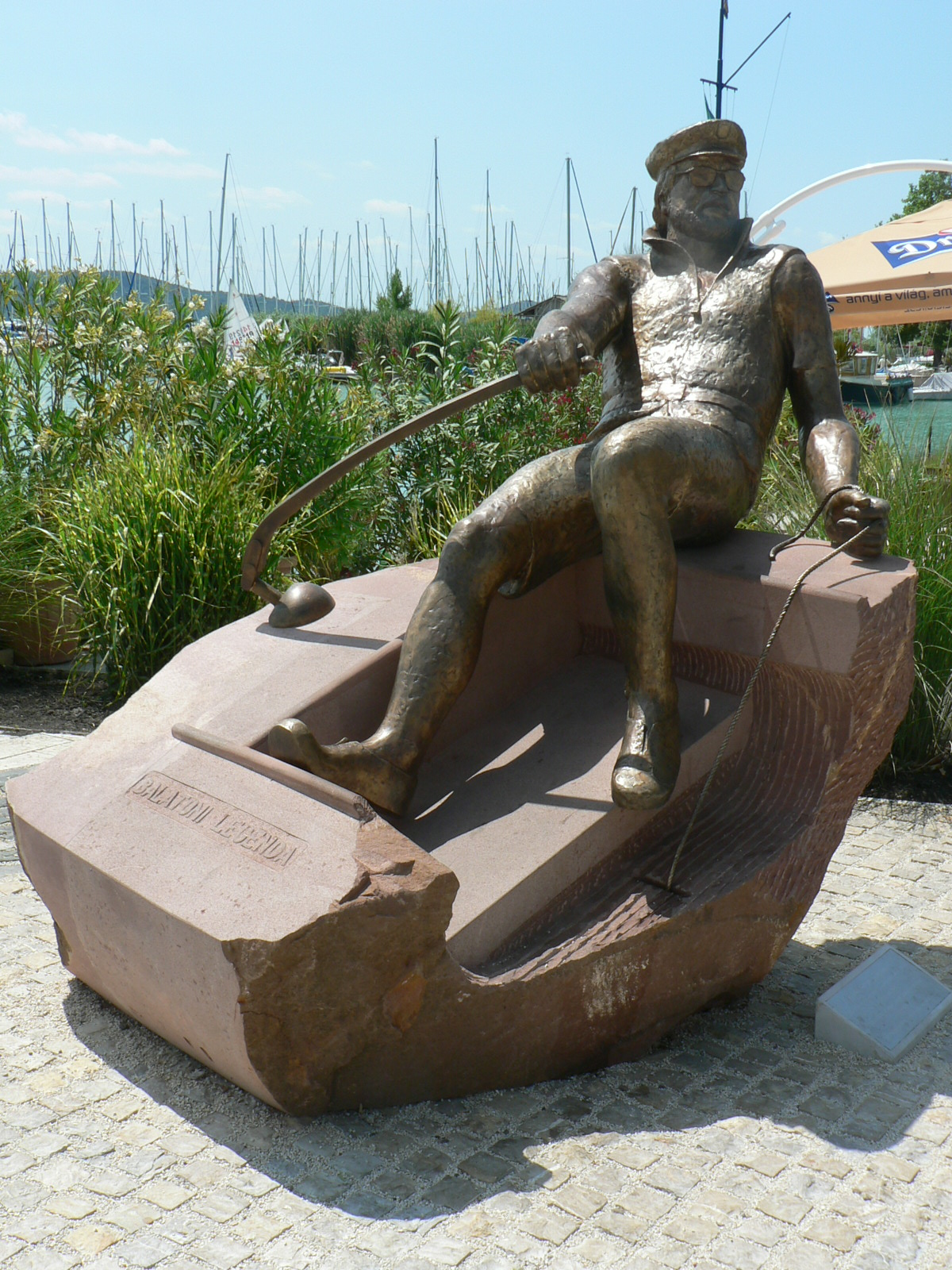
Bujtor István szobra Balatonfüreden

2010-től a balatonszemesi Latinovits Zoltán Alapítvány kezdeményezésére évente megrendezésre kerül a Bujtor István Filmfesztivál, amelyen független és amatőr alkotók vesznek részt.
A Bujtor-gyűrű egy 2011-ben alapított díj a Veszprémi Petőfi Színház háttérmunkásainak elismerésére.
2013. május 5-én, születése 71. évfordulóján Balatonfüreden, a Vitorlás téren felavatták egész alakos szobrát. Farkas Ádám Munkácsy Mihály-díjas szobrászművész alkotása kormányosként ábrázolja Bujtort a Rabonbán (30-as cirkáló) hajón. A szobrot kritikák is érték, mivel Bujtor alakja a Balatonnak háttal van elhelyezve. A helyiek „Balatoni legenda” címmel illetik a szobrot.

## Munkássága

### Filmjei
- A kőszívű ember fiai (1964) – Ramiroff Leonin
- Álmodozások kora (1964) – Ági első szerelme
- Éjszaka is kézbesítendő (1964, tévéfilm) – Rendőr
- Ha egyszer 20 év múlva… (1964) – Takács Péter/Gál Péter
- Karambol (1964) – Terpinkó Gyula
- Váltás (1964, tévéfilm) – Laci
- Déltől hajnalig (1965) – István
- Fájó kritika (1965, tévéfilm)
- Nyaralás Piroskával (1965) – Verwalter Ferenc
- A férfi egészen más (1966) – A diáklány utitársa
- Egy gyávaság története (1966, tévéfilm)
- Hideg napok (1966) – Nagy Kázmér
- Szegénylegények (1966)
- Viharban (1966, tévéfilm)
- A múmia közbeszól (1967) – Pap
- Csend és kiáltás (1967) – Kovács II.
- Fiúk a térről (1967) – Lada
- Harlekin és szerelmese (1967) – Lint
- A hamis Izabella (1968) – Nyomozó
- Az Aranykesztyű lovagjai (1968, tévéfilmsorozat) – Miguel Torrez
- Bors (1968-1971, tévéfilmsorozat) – Zentay Dezső
- Egri csillagok (1968) – Kovács
- Az ember tragédiája (1969)
- Az oroszlán ugrani készül (1969) – Menő Fej
- Bözsi és a többiek (1969, tévéfilmsorozat) – Ferike
- Bűbájosok (1969)
- Holdudvar (1969) – Balassa barátja
- Szemüvegesek (1969) – Valkó László
- Téli sirokkó (1969)
- Az erkély (1970, tévéfilm)
- Égi bárány (1970) – A darutollas
- Én vagyok Jeromos (1970) – Kemény Béla
- Szép leányok, ne sírjatok (1970, tévéfilm) – Rendőr
- A legszebb férfikor (1971) – Valkó László
- Asszonyok mesélik (1971, tévéfilm)
- Kapaszkodj a fellegekbe! (1971) – Timóth Zsiga
- Tyúkfürösztés (1971, tévéfilm) – Szabó István
- Végre, hétfő! (1971) – Bércesi
- Híres szökések (1972, tévéfilmsorozat) – Maelzel
- Nápolyt látni és… (1972) – Szegedi Péter
- 12 egy tucat (1973, tévéfilm) – Géza
- A locsolókocsi (1973) – Sofőr
- A Lúdláb királynő (1973, tévéfilm) – D'Anquetil lovag
- A professzor a frontra megy (1973, tévéfilm)
- Átmenő forgalom (1973, tévéfilm) – Borzák, főmérnök
- Egy srác fehér lovon (1973) – Muslincás
- Kakuk Marci (1973) – Lelenc Gyula
- Vivát, Benyovszky! (1973, tévéfilmsorozat) – Sztyepanov (1975-ös magyar szinkron)
- A dunai hajós (1974) – Ivan Striga
- A Pendragon legenda (1974) – George Maloney
- Pokol-Inferno (1974, tévéfilm) – Paolo
- Bach Arnstadtban (1975, tévéfilm) – Faldhaus polgármester
- Családi kör (1975)
- Finish: Avagy Álmom az életem túlélte (1975, tévéfilm) – Sintér II.
- Gilgames (1975, tévéfilm) – Gilgames
- II. Richárd (1975, tévéfilm) – Northumberland grófja
- János király (1975, tévéfilm) – Lipót
- Kapupénz (1975, tévéfilm)
- Ügyes ügyek (1975, tévéfilm) – Mihail Vasziljevics Krecsinszkij
- Zendül az osztály (1975, tévéfilm) – Németh tanár
- Barátom, Bonca (1976, tévéfilm) – Gyalog Bálint
- Fekete gyémántok 1-2. (1976) – Salista őrnagy
- Ha megjön József (1976) – Tibi bácsi
- Hátország (1976, tévéfilm) – Buta Frey
- Hungária Kávéház (1976, tévéfilmsorozat)
- Kántor (1976, tévéfilmsorozat) – Bana János (1 epizódban)
- Karancsfalvi szökevények (1976, tévéfilmsorozat) – Berényi
- Lincoln Ábrahám álmai (1976, tévéfilm)
- Talpuk alatt fütyül a szél (1976) – Mérges Balázs, csendbiztos
- A bosszú (1977, tévéfilm) – Zverkov
- A néma dosszié (1977) – Kuti, nyomozó
- A zöldköves gyűrű (1977, tévéfilm) – Józsa György
- Apám néhány boldog éve (1977) – Nergeli Zsiga
- Az isztambuli vonat (1977, tévéfilmsorozat) – Schaffer
- Fedőneve: Lukács (1977) – Otto Flatter
- Fejezetek a Rákóczi-szabadságharcból (1977, tévéfilmsorozat)
- Havannai kihallgatás (1977, tévéfilm) – Hans Magnus Ensensberger
- Ki látott engem? (1977) – Aradi, költő
- Magellán (1977, tévéfilm) – Cartegna
- Naponta két vonat (1977, tévéfilm) – Gamazov, váltókezelő
- Szimulánsok (1977, tévéfilm)
- Űrtörténetek (1977, tévéfilm) – Orvos
- A zárka (1978, tévéfilm)
- BUÉK! (1978) – Perjés Laci
- Ebéd (1978, tévéfilm) – Mesélő (hang)
- Feltételes vallomás (1978, tévéfilm) – Festő
- Földünk és vidéke (1978, tévéfilm)
- Küszöbök (1978, tévéfilmsorozat) – Pusztai
- Látástól vakulásig (1978, tévéfilm) – Ecker
- Münchhausen Fantáziaországban (1978, tévéfilm) – Katona
- Vakáción a Mézga család (1978, rajzfilmsorozat) – Cápának öltözött honfitárs (hang)
- A világ közepe (1979, tévéfilm) – Kinizsi Pál
- Allegro Barbaro (1979) – Héderváry
- Hogyan felejtsük el életünk legnagyobb szerelmét? (1979) – Sofőr
- Magyar rapszódia (1979) – Héderváry
- Sándor Mátyás (1979, tévéfilmsorozat) – Sándor Mátyás
- A Pogány Madonna (1980) – Ötvös Csöpi
- Fekete rózsa (1980, tévéfilm) – Burián főhadnagy
- Haladék (1980) – Novák Sándor
- Kotorski mornari (1980) – Sándor[17]
- Az a szép fényes nap (1981, tévéfilm) – Nürnbergi Hermann
- Ripacsok (1981) – Béla, tévérendező
- Villám (1981, tévéfilm) – Simai János
- Csak semmi pánik (1982) – Ötvös Csöpi
- Gyertek el a névnapomra (1983) – Egon
- Hungarian Dracula (1983, tévéfilm) – Csungi hangja
- Mennyei seregek (1983) – Wesselényi
- Szegény Dzsoni és Árnika (1983) – Östör király
- Szerelmes sznobok (1983, tévéfilm) – Elekes Balázs
- Legyél te is Bonca! (1984) – Gyalog Bálint
- Sortűz egy fekete bivalyért (1984) – Dukay
- Az elvarázsolt dollár (1985) – Ötvös Csöpi
- Szomszédok (1987, tévéfilmsorozat) – Mészáros Zoltán „Szőrös” kapitány
- Moravagine (1989, tévéfilm)
- Damals auf Burg Wutzenstein (1990, tévéfilm) – Graf Klotz von Klotzenstein
- Hamis a baba (1991) – Ötvös Csöpi
- A három testőr Afrikában (1996)
- Komédiások – Színház az egész… (2000, tévéfilmsorozat) – Boday Balázs
- Zsaruvér és Csigavér I.: A királyné nyakéke (2001, tévéfilm) – Ötvös Csöpi
- Simó Sándor (2002)
- Zsaruvér és Csigavér II.: Több tonna kámfor (2002, tévéfilm) – Ötvös Csöpi
- Zsaruvér és Csigavér III.: A szerencse fia (2007, tévéfilm) – Ötvös Csöpi

### Színház

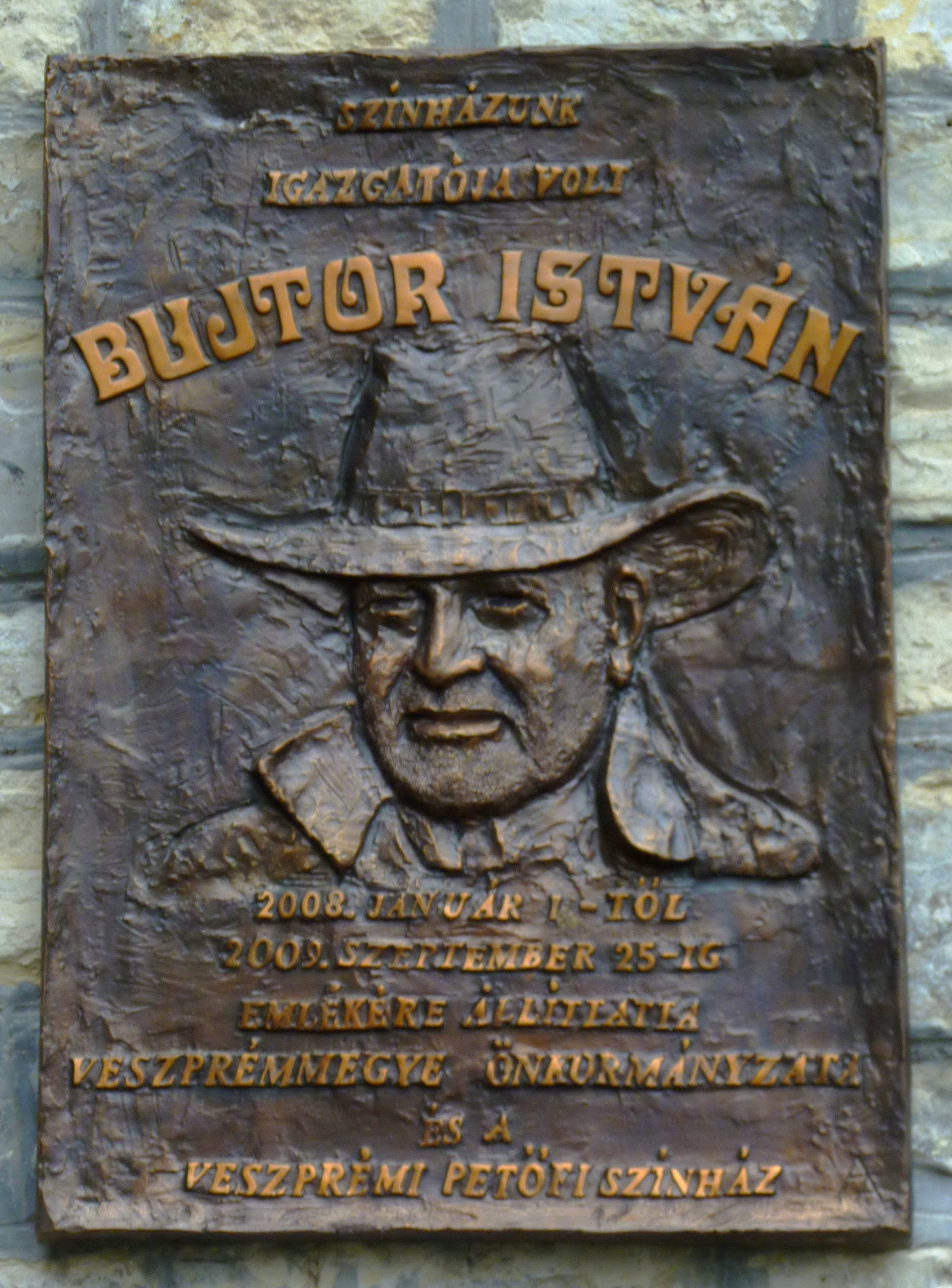
Veszprémi Petőfi Színház, Bujtor-emléktábla

#### Főbb szerepei
- Petruchio (William Shakespeare: A makrancos hölgy)
- Stanley Kowalski (Tennessee Williams: A vágy villamosa)
- Bromden, az indián (Ken Kesey: Kakukkfészek)
- Lennie (John Steinbeck: Egerek és emberek)
- Mike (Frederick Knott: Várj, míg sötét lesz!)
- Winston (Jean Kerr: Mary-Mary)

#### Rendezései
- A kaktusz virága (bemutató: 2003. október 3. Játékszín)
- Black comedy (Játék a sötétben, bemutató: 2004. március 20., Győri Nemzeti Színház)
- Hyppolit, a lakáj (bemutató: 2005. július 8. Győri Nemzeti Színház)
- Kakukkfészek (bemutató: 2005. október 14. Turay Ida Színház)
- Hyppolit, a lakáj (bemutató: 2008. szeptember 26. Veszprémi Petőfi Színház)
- Kakukkfészek (bemutató: 2009. február 13. Veszprémi Petőfi Színház)

### Szinkronszerepei

#### Filmek
Bud Spencer filmek
| Év   | Cím                                                       | Szereplő                                                | Szinkron év |
| ---- | --------------------------------------------------------- | ------------------------------------------------------- | ----------- |
| 1969 | Akik csizmában halnak meg (1. magyar szinkron)            | Hutch Bessy                                             | 1990        |
| 1970 | Az ördög jobb és bal keze                                 | Bumburnyák (az ördög bal keze)                          | 1988        |
| 1971 | Az ördög jobb és bal keze 2.                              | Bambino (az ördög bal keze)                             | 1992        |
| 1971 | Kalózok háborúja (1. magyar szinkron)                     | Skull kapitány                                          | 1982        |
| 1972 | Élet vagy halál                                           | Eli Sampson                                             | 1993        |
| 1972 | Mindent bele, fiúk! (2. magyar szinkron)                  | Salud                                                   | 1992        |
| 1972 | Sötét Torino (1. magyar szinkron)                         | Rosario Rao                                             | 1991        |
| 1973 | Különben dühbe jövünk (1. magyar szinkron)                | Ben                                                     | 1982        |
| 1973 | Piedone 1.: Piedone, a zsaru (1. magyar szinkron)         | Piedone (Rizzo felügyelő)                               | 1978        |
| 1974 | Fordítsd oda a másik orcád is! (első-két magyar szinkron) | Pedro atya                                              | 1992        |
| 1974 | Fordítsd oda a másik orcád is! (első-két magyar szinkron) | Pedro atya                                              | 1993        |
| 1974 | Piedone 2.: Piedone Hongkongban (1. magyar szinkron)      | Piedone (Rizzo felügyelő)                               | 1977        |
| 1975 | Zsoldoskatona                                             | Ettore Fieramosca                                       | 1977        |
| 1976 | Bűnvadászok                                               | Wilbur Walsh                                            | 1989        |
| 1978 | …és megint dühbe jövünk                                   | Charlie Firpo                                           | 1986        |
| 1978 | Akit Buldózernek hívtak                                   | Bulldózer                                               | 1982        |
| 1979 | Én a vízilovakkal vagyok                                  | Tom                                                     | 1987        |
| 1979 | Piedone 4.: Piedone Egyiptomban (1. magyar szinkron)      | Piedone (Rizzo felügyelő)                               | 1980        |
| 1980 | Aranyeső Yuccában                                         | Buddy                                                   | 1985        |
| 1980 | Seriff és az idegenek                                     | Hall seriff                                             | 1982        |
| 1981 | Kincs, ami nincs                                          | Charlie O’Brien                                         | 1983        |
| 1983 | Nyomás utána! (2. magyar szinkron)                        | Doug O’Riordan (Mason)                                  | 1992        |
| 1984 | Nincs kettő négy nélkül                                   | Greg Wonder / Antonio Coimbra de la Coronilla y Azevedo | 1986        |
| 1985 | Szuperhekusok                                             | Steve Forest                                            | 1989        |
| 1986 | Aladdin (1. magyar szinkron)                              | Genie                                                   | 1988        |
| 1988 | Az óriási nyomozó (1. magyar szinkron)                    | Jack Clementi professzor                                | 1991        |
| 1989 | Fél lábbal a Paradicsomban                                | Bull Webster                                            | 1991        |
| 1993 | Extralarge II.                                            | Jack Costello (Extralarge)                              | 1994        |
| 1994 | Bunyó karácsonyig                                         | Moses                                                   | 1995        |

Tarzan-filmsorozat (Metro-Goldwyn-Mayer/RKO sorozat)
| Év   | Év | Cím                                        | Szereplő | Színész            | Szinkron év |
| ---- | -- | ------------------------------------------ | -------- | ------------------ | ----------- |
| 1934 | 2  | Tarzan és asszonya (1. magyar szinkron)    | Tarzan   | Johnny Weissmuller | 1979        |
| 1936 | 3  | Tarzan veszélyben (1. magyar szinkron)     | Tarzan   | Johnny Weissmuller | 1979        |
| 1939 | 4  | Tarzan és fia (1. magyar szinkron)         | Tarzan   | Johnny Weissmuller | 1979        |
| 1941 | 5  | Tarzan titkos kincse (1. magyar szinkron)  | Tarzan   | Johnny Weissmuller | 1978        |
| 1942 | 6  | Tarzan New Yorkban (1. magyar szinkron)    | Tarzan   | Johnny Weissmuller | 1979        |
| 1945 | 9  | Tarzan és az amazonok (1. magyar szinkron) | Tarzan   | Johnny Weissmuller | 1982        |
| 1946 | 10 | Tarzan és a leopárdnő (1. magyar szinkron) | Tarzan   | Johnny Weissmuller | 1982        |
| 1947 | 11 | Tarzan és a vadásznő (1. magyar szinkron)  | Tarzan   | Johnny Weissmuller | 1982        |

További filmek
| Év   | Cím                                                                | Szereplő                      | Színész                     | Szinkron év |
| ---- | ------------------------------------------------------------------ | ----------------------------- | --------------------------- | ----------- |
| 1937 | Makszim visszatér                                                  | Turajev                       | Anatolij Kuznyecov          | 1973        |
| 1938 | Robin Hood kalandjai (1. magyar szinkron)                          | Oroszlánszívű Richárd király  | Ian Hunter                  | 1980        |
| 1940 | A Manderley-ház asszonya                                           | Jack Favell                   | George Sanders              | 1978        |
| 1940 | Bizsu                                                              | Kicsi Ned                     | Broderick Crawford          | 1979        |
| 1946 | A szép és a szörnyeteg (1. magyar szinkron)                        | Herceg (Szörnyeteg)           | Jean Marais                 | 1974        |
| 1946 | Még öt perc az élet                                                | N/A                           | N/A                         | 1976        |
| 1953 | Tarzan és az ördögi nő (1. magyar szinkron)                        | Tarzan                        | Lex Barker                  | 1984        |
| 1954 | Kopogd le a fán!                                                   | Mesélő (hang)                 | Pat Aherne                  | 1973        |
| 1957 | Búcsú a fegyverektől                                               | Frederick Henry hadnagy       | Rock Hudson                 | 1978        |
| 1957 | Eroica                                                             | Korwin Makowski főhadnagy     | Mariusz Dmochowski          | 1982        |
| 1958 | Külön asztalok (1. magyar szinkron)                                | John Malcolm                  | Burt Lancaster              | 1974        |
| 1959 | A púpos (1. magyar szinkron)                                       | Henri de Lagardère            | Jean Marais                 | 1970        |
| 1960 | A hét mesterlövész (1. magyar szinkron)                            | Harry Luck                    | Brad Dexter                 | 1976        |
| 1960 | Kísértetkastély Spessartban                                        | Martin Hartog                 | Heinz Baumann               | 1974        |
| 1961 | Kreol Vénusz                                                       | Melchior                      | Calvin Lockhart             | 1973        |
| 1962 | Ne bántsátok a feketerigót! (1. magyar szinkron)                   | Atticus Finch                 | Gregory Peck                | 1973        |
| 1963 | A férfi kedvenc sportja                                            | Roger Willoughby              | Rock Hudson                 | 1973        |
| 1963 | Egy majdnem rendes lány                                            | Carlos García                 | Alberto de Mendoza          | 1974        |
| 1963 | Két pár texasi (1. magyar szinkron)                                | Matson                        | Charles Bronson             | 1983        |
| 1963 | Vasárnap New Yorkban                                               | Mike Mitchell (Adam Tyler)    | Rod Taylor                  | 1978        |
| 1964 | A cirkusz világa texasi (1. magyar szinkron)                       | Matt Masters                  | John Wayne                  | 1988        |
| 1964 | Az én kis feleségem (2. magyar szinkron)                           | A férj                        | Alberto Sordi               | 1973        |
| 1964 | Szabálytalan szabályos (1. magyar szinkron)                        | Jerome Littlefield            | Jerry Lewis                 | 1976        |
| 1965 | Az ezüst oroszlán birodalmában (1. magyar szinkron)                | Moszuli pasa                  | Đorđe Nenadović             | 1975        |
| 1965 | Egy kínai viszontagságai Kínában (1. magyar szinkron)              | Arthur Lempereur              | Jean-Paul Belmondo          | 1978        |
| 1966 | A cukorkirály                                                      | Danny Scipio                  | Stelio Candelli             | 1972        |
| 1966 | Elza, a vadon szülötte (magyar szinkron)                           | George Adamson                | Bill Travers                | 1976        |
| 1966 | Sógorom, a zugügyvéd (2. magyar szinkron)                          | Willie Gingrich               | Walter Matthau              | 1977        |
| 1966 | Vihar délen (1. magyar szinkron)                                   | Reeve Scott                   | Robert Hooks                | 1970        |
| 1967 | A piszkos tizenkettő                                               | Robert T. Jefferson           | Jim Brown                   | 1983        |
| 1967 | Egy gyáva nyúl bolondos éjszakája                                  | Grao                          | Salerno Enrico              | 1976        |
| 1967 | Forró éjszakában (1. magyar szinkron)                              | Virgil Tibbs                  | Sidney Poitier              | 1971        |
| 1967 | Ki a legjobb barátod? (1. magyar szinkron)                         | N/A                           | N/A                         | 1975        |
| 1967 | Lélekben erősek                                                    | N/A                           | N/A                         | 1969        |
| 1968 | A híd marad, a folyót tereld el                                    | George Lester                 | Jerry Lewis                 | 1979        |
| 1968 | A Karamazov testvérek (2. magyar szinkron)                         | ?                             | ?                           | 1979        |
| 1968 | Die Lederstrumpferzählungen – 3. rész: Indiánkaland Ontarióban     | Seriff                        | N/A                         | 1976        |
| 1968 | Feketeszakáll szelleme                                             | Virgil „Pinetop” Purvis       | Michael Conrad              | 1970        |
| 1968 | Isadora (1. magyar szinkron)                                       | N/A                           | N/A                         | 1977        |
| 1968 | Mint a bagoly nappal                                               | N/A                           | N/A                         | 1968        |
| 1968 | Pokol a Csendes-óceánon (1. magyar szinkron)                       | Amerikai pilóta               | Lee Marvin                  | 1978        |
| 1968 | Tarzan és a dzsungel fia (1. magyar szinkron)                      | Tarzan                        | Mike Henry                  | 1983        |
| 1969 | Győzni Indianapolisban (1. magyar szinkron)                        | Frank Capua                   | Paul Newman                 | 1977        |
| 1969 | John és Mary                                                       | James                         | Michael Tolan               | 1977        |
| 1969 | Ragyogj, ragyogj, csillagom!                                       | N/A                           | N/A                         | 1970        |
| 1969 | Személyiségcsere                                                   | David Rowe                    | Raymond St. Jacques         | 1972        |
| 1970 | A megalkuvó (1. magyar szinkron)                                   | Manganiello                   | Gastone Moschin             | 1982        |
| 1970 | A Regina Krause-ügy                                                | Emil Bader                    | Walter Kohut                | 1974        |
| 1970 | A vörös hegyek gazdája                                             | Szuszlov                      | German Medovscsikov         | 1973        |
| 1970 | Korda kapitány                                                     | Korda kapitány                | Vladimír Brabec             | 1972        |
| 1970 | Majdnem házasság                                                   | Peter Jardine ezredes         | Robert Culp                 | 1973        |
| 1970 | Mr. Tibbs nyomoz (1. magyar szinkron)                              | Virgil Tibbs                  | Sidney Poitier              | 1971        |
| 1970 | Öt könnyű darab (1. magyar szinkron)                               | ?                             | ?                           | 1973        |
| 1970 | Pim, Pam és Pumelka                                                | Beszélő (hang)                | Paul Klinger                | 1976        |
| 1971 | A bűnügyi nyomozó                                                  | Vologya, a festő              | Vlagyimir Anyiszko          | 1972        |
| 1971 | A pap felesége (1. magyar szinkron)                                | Maurizio                      | Venantino Venantini         | 1978        |
| 1971 | A rend gyilkosai                                                   | Rabut                         | François Cadet              | 1972        |
| 1971 | Bajaja herceg (1. magyar szinkron)                                 | Fekete Herceg                 | František Velecký           | 1974        |
| 1971 | Egy hordó amontillado                                              | Fortunato                     | Franciszek Pieczka          | 1981        |
| 1971 | Egy marék dinamit (1. magyar szinkron)                             | John H. Mallory               | James Coburn                | 1984        |
| 1971 | Farkasok és bárányok                                               | Apollón                       | Martin Lüttge               | 1976        |
| 1971 | Forrófej                                                           | Andrija                       | Bata Živojinović            | 1972        |
| 1971 | Goya                                                               | N/A                           | N/A                         | 1973        |
| 1971 | Halál Velencében                                                   | Alfred                        | Mark Burns                  | 1977        |
| 1971 | Hideg pulyka (1. magyar szinkron)                                  | Clayton Brooks tiszteletes    | Dick Van Dyke               | 1973        |
| 1971 | Holttest a Temzéből                                                | Craig felügyelő               | Hansjörg Felmy              | 1977        |
| 1971 | Kispolgárok                                                        | Nyíl                          | Kirill Lavrov               | 1975        |
| 1971 | Nászéjszaka a börtönben                                            | Marino Bottecchia „Mocassino” | Ugo Tognazzi                | 1979        |
| 1971 | Optimista tragédia                                                 | Vajnonnen                     | Stefan Lisewski             | 1974        |
| 1971 | Osceola                                                            | Robin                         | William Aniche              | 1972        |
| 1971 | Robert Macaire                                                     | Robert Macaire                | Jean Marais                 | 1975        |
| 1971 | Tibbs és a szervezet (1. magyar szinkron)                          | Virgil Tibbs                  | Sidney Poitier              | 1974        |
| 1972 | A Mattei-ügy                                                       | Az újságíró                   | Luigi Squarzina             | 1974        |
| 1972 | A múlt démonai                                                     | N/A                           | N/A                         | 1977        |
| 1972 | A rendőrség megköszöni (1. magyar szinkron)                        | Bettarini                     | Franco Fabrizi              | 1973        |
| 1972 | Alfredo, Alfredo (1. magyar szinkron)                              | Oreste                        | Duilio Del Prete            | 1974        |
| 1972 | Bízzanak bennem!                                                   | Balardi, Baratino jobb keze   | Georges Blaness             | 1975        |
| 1972 | Csendesek a hajnalok                                               | Fejkendős katona              | Vlagyimir Rudij             | 1973        |
| 1972 | Elza kölykei (1. magyar szinkron)                                  | George Adamson                | Nigel Davenport             | 1974        |
| 1972 | Hatan hetedhét országon át (1. magyar szinkron)                    | Az erős                       | Günter Schubert             | 1973        |
| 1972 | Híres szökések – 2. rész: A sakkjátékos                            | Maelzel                       | saját hangján               | 1974        |
| 1972 | Jack kapitány                                                      | Gunar                         | Valgyemarsz Zandbergsz      | 1975        |
| 1972 | Ki megy a nő után? (1. magyar szinkron)                            | Julian Cristofor              | Hajím Topól                 | 1974        |
| 1972 | Luxemburg grófja                                                   | Luxemburg grófja              | Eberhard Wächter            | 1975        |
| 1972 | Magas szőke férfi felemás cipőben                                  | Piroska                       | Maurice Barrier             | 1974        |
| 1972 | Ő, ő, ő…                                                           | Lutz Holle                    | Ivan Andonov                | 1975        |
| 1972 | Utazás Jakabbal                                                    | Jakab                         | Ion Bog                     | 1972        |
| 1972 | Útelágazás a semmibe                                               | Thomas Banacek                | George Peppard              | 1977        |
| 1973 | A gejzírvölgy titka                                                | Alexander P. Ilyin            | Vlagyiszlav Dvorzseckij     | 1974        |
| 1973 | A gyalogjáró (1. magyar szinkron)                                  | Rudolf Hartmann               | Peter Hall                  | 1978        |
| 1973 | A három testőr, avagy a királyné gyémántjai (1. magyar szinkron)   | Athos                         | Oliver Reed                 | 1985        |
| 1973 | A körtefa alatt                                                    | Abel Hradschek                | Erik S. Klein               | 1975        |
| 1973 | Az élet ára                                                        | N/A                           | N/A                         | 1976        |
| 1973 | Az életrajz                                                        | Andrew                        | Brian Blessed               | 1975        |
| 1973 | Az utolsó szolgálat                                                | Csapos                        | Don McGovern                | 1975        |
| 1973 | Botrány a nyaralóban                                               | N/A                           | N/A                         | 1974        |
| 1973 | Columbo – III/2. rész: Vihar egy pohár borban (1. magyar szinkron) | N/A                           | N/A                         | 1977        |
| 1973 | Egy kis hely a nap alatt                                           | Verebes, tanársegéd           | Ion Bog                     | 1973        |
| 1973 | Gyermekkor                                                         | Papa                          | Mihail Kozakov              | 1975        |
| 1973 | Gyilkossági kísérlet                                               | N/A                           | N/A                         | 1974        |
| 1973 | Hosszú út az éjszakába                                             | James „Jamie” Tyrone, Jr.     | Denis Quilley               | 1976        |
| 1973 | Ketten egy lányért                                                 | N/A                           | N/A                         | 1974        |
| 1973 | Kutyahűség                                                         | N/A                           | N/A                         | 1975        |
| 1973 | Levelek                                                            | N/A                           | N/A                         | 1975        |
| 1973 | Madárijesztő (1. magyar szinkron)                                  | Max Millan                    | Gene Hackman                | 1983        |
| 1973 | Megrázkódtatás                                                     | Richard Damian                | Arthur Hill                 | 1977        |
| 1973 | Nem zörög a haraszt…                                               | Boussard                      | André Falcon                | 1975        |
| 1973 | Önző szerelem                                                      | Medan                         | Boris Dvornik               | 1974        |
| 1973 | Piedone 1.: Piedone, a zsaru (1. magyar szinkron)                  | Púpos Peppino                 | Salvatore Morra             | 1978        |
| 1973 | Tehetségek és hódolók                                              | Ivan Szemenics Velikatov      | Leonyid Gubanov             | 1977        |
| 1974 | A kis Mikula kapitány                                              | N/A                           | N/A                         | 1975        |
| 1974 | A négy testőr, avagy a Milady bosszúja (1. magyar szinkron)        | Athos                         | Oliver Reed                 | 1985        |
| 1974 | A tizenötéves kapitány                                             | N/A                           | N/A                         | 1977        |
| 1974 | Dundiorr és társai                                                 | Beppe Wolgers                 | Beppe Wolgers               | 1977        |
| 1974 | Gyorsított eljárás                                                 | Benedikter cégjegyző          | Mario Adorf                 | 1975        |
| 1974 | Joachim, dobd a gépbe! (1. magyar szinkron)                        | Klasek                        | Zdeněk Svěrák               | 1976        |
| 1974 | Két aranyásó                                                       | Wild Water Bill               | Manfred Krug                | 1975        |
| 1974 | Negyedik fázis                                                     | Dr. Ernest D. Hubbs           | Nigel Davenport             | 1980        |
| 1975 | Beniamiszek                                                        | Jacek Zegota                  | Bogusz Bilewski             | 1977        |
| 1975 | Derszu Uzala                                                       | Turtigin                      | Vlagyimir Kremena           | 1977        |
| 1975 | Napsugár fiúk (1. magyar szinkron)                                 | Steve Allen                   | Steve Allen                 | 1977        |
| 1975 | Péntek, a bennszülött                                              | Robinson Crusoe               | Peter O’Toole               | 1977        |
| 1975 | Száll a kakukk fészkére (1. magyar szinkron)                       | Bromden főnök                 | Will Sampson                | 1977        |
| 1976 | A szegények kapitánya                                              | Grigore kapitány              | Florin Piersic              | 1978        |
| 1976 | Akiket a forró szenvedély hevít                                    | Michele Vismara               | Aldo Maccione               | 1978        |
| 1976 | Caesar és Kleopátra                                                | Rufio                         | Iain Cuthbertson            | 1978        |
| 1976 | Fantázia                                                           | Szanyin                       | Innokentyij Szmoktunovszkij | 1976        |
| 1976 | Ne szólj szám… avagy: Szegfűk celofánban                           | Wolfgang Schmidt              | Armin Mueller-Stahl         | 1978        |
| 1976 | Sokat akar a szarka…                                               | Bouly                         | Victor Lanoux               | 1978        |
| 1976 | Teketória                                                          | Teréz főnöke                  | Štefan Kvietik              | 1976        |
| 1977 | A híd túl messze van (1. magyar szinkron)                          | Eddie Dohun őrmester          | James Caan                  | 1986        |
| 1977 | A Tichborne-ügy                                                    | Igénylő Tichborne             | Hugh Keays-Byrne            | 1979        |
| 1978 | A nagy vonatrablás (1. magyar szinkron)                            | Edward Pierce                 | Sean Connery                | 1981        |
| 1978 | Rosszemberek                                                       | Hegyesi János, főszolgabíró   | Đoko Rosić                  | 1978        |
| 1980 | A nagy kitüntetés                                                  | Adalbert Hoferik              | Vlado Müller                | 1983        |
| 1980 | Ellopták Jupiter fenekét (1. magyar szinkron)                      | Antoine Lemercier             | Philippe Noiret             | 1980        |
| 1981 | Gyilkos bolygó (1. magyar szinkron)                                | O’Niel rendőrbíró             | Sean Connery                | 1982        |
| 1982 | A titokzatos idegen (1. magyar szinkron)                           | Heinrich Stein                | Bernhard Wicki              | 1988        |
| 1983 | Hungarian Dracula                                                  | Csungi                        | Đoko Rosić                  | 1983        |
| 1986 | Reméljük lány lesz!                                                | Leonardo                      | Philippe Noiret             | 1988        |
| 1987 | Best Seller – Egy bérgyilkos vallomásai (1. magyar szinkron)       | Dennis Meechum                | Brian Dennehy               | 1990        |
| 1988 | Éjszakai rohanás                                                   | Alonzo Mosely FBI-ügynök      | Yaphet Kotto                | 1989        |
| 1989 | New York-i történetek                                              | Lionel Dobie                  | Nick Nolte                  | 1989        |
| 1990 | Megint 48 óra                                                      | Jack Cates                    | Nick Nolte                  | 1990        |

#### Sorozatok
| Év        | Cím                                               | Szereplő              | Színész             | Szinkron év |
| --------- | ------------------------------------------------- | --------------------- | ------------------- | ----------- |
| 1967      | Maigret felügyelő nyomoz I/1-3.                   | William Crosby        | John Abbey          | 1978        |
| 1967      | Támadás egy idegen bolygóról II.                  | Charlie Gilman        | Don Gordon          | 1979        |
| 1968-1970 | A négy páncélos és a kutya II-III.                | Tomek Czereśniak      | Wiesław Gołas       | 1971        |
| 1969      | VIII. Henrik hat felesége 1-6.                    | VIII. Henrik          | Keith Michell       | 1973        |
| 1971      | A császár kémje                                   | Savary                | William Sabatier    | 1975        |
| 1971      | A juharlevél                                      | Julien Bellerose      | François Tassé      | 1976        |
| 1971      | Leonardo da Vinci élete 1-5. (1. magyar szinkron) | N/A                   | N/A                 | 1973        |
| 1971      | Monsoreau felesége 1-7.                           | Bussy                 | Nicolas Silberg     | 1975        |
| 1971-1974 | Arsène Lupin                                      | Arsène Lupin          | Georges Descrières  | 1973-1977   |
| 1973-1976 | Álarcban I-IV.                                    | Werner Bredebusch     | Armin Mueller-Stahl | 1976        |
| 1974      | A flamandok titka 1-4.                            | Condottieri Casaforte | Henri Czarniak      | 1975        |
| 1975      | Eurogang 1-6.                                     | Bud Celly             | Günther Stoll       | 1978        |
| 1975      | Nemo kapitány 1-3.                                | Ned Lend              | Vlagyimir Talasko   | 1980        |
| 1975      | Sztrogoff Mihály 1-7.                             | Sztrogoff Mihály      | Raimund Harmstorf   | 1977        |
| 1977      | Menekülés az arany földjéről 1-7.                 | Elam Harnish          | Bruno O’Ya          | 1980        |

#### Rajzfilmek
| Év        | Cím                                            | Szereplő          | Szinkronang     | Szinkron év |
| --------- | ---------------------------------------------- | ----------------- | --------------- | ----------- |
| 1961-1963 | Frédi és Béni II-IV. (1. magyar szinkron)      | További szereplők | N/A             | 1969-1977   |
| 1966      | Frédi, a csempész-rendész (1. magyar szinkron) | Mario             | Paul Fress      | 1978        |
| 1975      | Hugó, a víziló                                 | Jorma apja        | Percy Rodrigues | 1975        |
| 1976      | Púpos lovacska                                 | Mesélő            | N/A             | 1977        |
| 1976      | Púpos lovacska                                 | szöveg felolvasó  | –               | 1977        |

#### Szinkron munkái produkciós vezetőként
| Év        | Cím                                                            | Szinkron év |
| --------- | -------------------------------------------------------------- | ----------- |
| 1939      | Elfújta a szél (2. magyar szinkron)                            | 1995        |
| 1941      | A negyvenkilences szélességi fok                               | 1996        |
| 1945      | Ziegfeld Follies                                               | 1997        |
| 1953      | Niagara                                                        | 1995        |
| 1953      | Sivatagi patkányok Follies                                     | 1997        |
| 1955      | Don Camillo és a tiszteletreméltó Peppone (1. magyar szinkron) | 1997        |
| 1956      | A szürke öltönyös férfi                                        | 1997        |
| 1956      | Az óriás                                                       | 1998        |
| 1958      | Oroszlánkölykök                                                | 1997        |
| 1959      | Az észak-nyugati határszél (2. magyar szinkron)                | 1998        |
| 1961      | Don Camillo Monsignore… de nem túlságosan (1. magyar szinkron) | 1998        |
| 1962      | Állatfogó kommandó (1. magyar szinkron)                        | 1996        |
| 1965      | Don Camillo elvtárs (1. magyar szinkron)                       | 1994        |
| 1966      | Én, én, én és a többiek (2. magyar szinkron)                   | 1995        |
| 1969      | A különleges tengerész (Halálugrás címen is futott)            | 1998        |
| 1970      | A tábornok                                                     | 1996        |
| 1970      | MASH                                                           | 1995        |
| 1971      | A pap felesége (2. magyar szinkron)                            | 1997        |
| 1972      | A zöldségkereskedő                                             | 1994        |
| 1972      | Mimi, a becsületében megsértett vasmunkás                      | 1994        |
| 1973      | A nevető rendőr                                                | 1995        |
| 1973      | Fehér Agyar                                                    | 1996        |
| 1973      | Hétpróbás gazemberek                                           | 1996        |
| 1973      | Szolgálaton kívül                                              | 1997        |
| 1974      | Effi Briest                                                    | 1994        |
| 1975      | A szabadság ököljoga                                           | 1994        |
| 1975      | Hester utca (1. magyar szinkron)                               | 1997        |
| 1977      | Elveszett lélek                                                | 1996        |
| 1978      | Ezüstnyereg                                                    | 1996        |
| 1979      | Alien 1.: A nyolcadik utas: a Halál (2. magyar szinkron)       | 1995        |
| 1980      | Benjamin közlegény (2. magyar szinkron)                        | 1996        |
| 1982      | Az ítélet (2. magyar szinkron)                                 | 1996        |
| 1982      | Szerző, szerző! (2. magyar szinkron)                           | 1995        |
| 1982      | Tűzróka (3. magyar szinkron)                                   | 1996        |
| 1983      | Az afrikai                                                     | 1998        |
| 1983      | Másnap (2. magyar szinkron)                                    | 1996        |
| 1985      | A Prizzik becsülete (2. magyar szinkron)                       | 1996        |
| 1985      | Egy Playboy nyuszi emlékei                                     | 1995        |
| 1985      | Kémek, mint mi (2. magyar szinkron)                            | 1998        |
| 1987      | Éljen soká az úrnő!                                            | 1998        |
| 1988      | A nagy üzlet                                                   | 1995        |
| 1988      | Arthur 2. (2. magyar szinkron)                                 | 1995        |
| 1988      | Az utolsó csepp (3. magyar szinkron)                           | 1997        |
| 1988      | Piszkos Harry 5.: Holtbiztos tipp (2. magyar szinkron)         | 1996        |
| 1989      | Baywatch – Pánik a malibui mólón                               | 1993        |
| 1989      | Halálos nyugalom (2. magyar szinkron)                          | 1996        |
| 1990      | Zuhanórepülés                                                  | 1996        |
| 1992      | A tenger fogságában                                            | 1998        |
| 1992      | A torony                                                       | 1996        |
| 1992      | A veszélyes sziget                                             | 1996        |
| 1992      | Miss Marple történetei 12.: A kristálytükör meghasadt          | 1995        |
| 1993      | Acapulco akciócsoport I.                                       | 1996        |
| 1993      | Extralarge II.                                                 | 1994        |
| 1993      | Gettysburg                                                     | 1996        |
| 1993      | Megbízás gyilkosságra                                          | 1997        |
| 1993-1995 | X-akták I-III.                                                 | 1995-1997   |
| 1994      | A sárkány gyűrűje                                              | 1998        |
| 1994      | Ez nem lehet szerelem                                          | 1998        |
| 1994      | Második nekifutás                                              | 1996        |
| 1995      | Nagy Katalin                                                   | 1997        |
| 1996      | Mézeshetek                                                     | 1998        |

## Díjai, elismerései
- Balázs Béla-díj (1979)
- Legjobb férfi alakítás díja (1979)
- A Magyar Köztársasági Érdemrend középkeresztje (2002)
- Pro Tihany díj (2018) /posztumusz/[32]

## Származása
| Bujtor István (Budapest, 1942. máj. 5.– Budapest, 2009. szept. 25.) színész | Apja: Frenreisz István (Budapest, 1907. máj. 27.– Budapest, 1982. október 23.) kórházi főorvos | Apai nagyapja: Frenreisz Ferenc Károly (Pest, 1873. febr. 7.– Budapest, 1916. júl. 5.) főorvos, népfölkelő honvéd ezredorvos | Apai nagyapai dédapja: Frenreisz István (1840 körül – Budapest, 1909. jún. 13.) a budapesti királyi ítélőtábla tanácselnöke |
| Bujtor István (Budapest, 1942. máj. 5.– Budapest, 2009. szept. 25.) színész | Apja: Frenreisz István (Budapest, 1907. máj. 27.– Budapest, 1982. október 23.) kórházi főorvos | Apai nagyapja: Frenreisz Ferenc Károly (Pest, 1873. febr. 7.– Budapest, 1916. júl. 5.) főorvos, népfölkelő honvéd ezredorvos | Apai nagyapai dédanyja: Bujtor Etelka Anna (Pest-Buda, 1846. júl. 12. – Budapest, 1923. nov. 11.)                           |
| Bujtor István (Budapest, 1942. máj. 5.– Budapest, 2009. szept. 25.) színész | Apja: Frenreisz István (Budapest, 1907. máj. 27.– Budapest, 1982. október 23.) kórházi főorvos | Apai nagyanyja: Virava Lujza Zsófia Berta (Budapest, 1880. júl. 31.– Budapest, 1944. febr. 2.)                               | Apai nagyanyai dédapja: Virava József (1836– Budapest, Ferencváros, 1914. jan. 10.) ügyvéd, országgyűlési képviselő         |
| Bujtor István (Budapest, 1942. máj. 5.– Budapest, 2009. szept. 25.) színész | Apja: Frenreisz István (Budapest, 1907. máj. 27.– Budapest, 1982. október 23.) kórházi főorvos | Apai nagyanyja: Virava Lujza Zsófia Berta (Budapest, 1880. júl. 31.– Budapest, 1944. febr. 2.)                               | Apai nagyanyai dédanyja: Simon Zsófia (1830– Budapest, 1911. jan. 30.)                                                      |
| Bujtor István (Budapest, 1942. máj. 5.– Budapest, 2009. szept. 25.) színész | Anyja: Gundel Katalin (Budapest, 1910. máj. 2.– Balatonszemes, 2010. jún.)                     | Anyai nagyapja: Gundel Károly (Budapest, 1883. szept. 23.– Budapest, 1956. nov. 28.) vendéglős                               | Anyai nagyapai dédapja: Gundel János (Ansbach, 1844. márc. 3.– Budapest, 1915. dec. 28.) vendéglős                          |
| Bujtor István (Budapest, 1942. máj. 5.– Budapest, 2009. szept. 25.) színész | Anyja: Gundel Katalin (Budapest, 1910. máj. 2.– Balatonszemes, 2010. jún.)                     | Anyai nagyapja: Gundel Károly (Budapest, 1883. szept. 23.– Budapest, 1956. nov. 28.) vendéglős                               | Anyai nagyapai dédanyja: Kommer Anna (Pest-Buda, 1851. dec. 24.– Budapest, 1920. dec. 12.)                                  |
| Bujtor István (Budapest, 1942. máj. 5.– Budapest, 2009. szept. 25.) színész | Anyja: Gundel Katalin (Budapest, 1910. máj. 2.– Balatonszemes, 2010. jún.)                     | Anyai nagyanyja: Blasutigh Margit (Veszprém, 1885. máj. 30.– Budapest, 1961. júl. 5.)                                        | Anyai nagyanyai dédapja: Blasutigh Mátyás (San Pietro al Natisone, 1840– Budapest, ?) kereskedő                             |
| Bujtor István (Budapest, 1942. máj. 5.– Budapest, 2009. szept. 25.) színész | Anyja: Gundel Katalin (Budapest, 1910. máj. 2.– Balatonszemes, 2010. jún.)                     | Anyai nagyanyja: Blasutigh Margit (Veszprém, 1885. máj. 30.– Budapest, 1961. júl. 5.)                                        | Anyai nagyanyai dédanyja: Gerlits Ilona (Veszprém, 1851. jan. 3.– Gölle, 1919. febr. 1.)                                    |